# Fußballclub Berlin 1992-1993
La pagina raccoglie i dati riguardanti il F.C. Berlin nelle competizioni ufficiali della stagione 1992-1993.

## Stagione
Il F.C. Berlin che si presenta ai nastri di partenza della stagione 1992-93 vede la sua rosa ulteriormente privata dei propri giocatori di punta (furono ceduti Lenz, Fügner e Backs), sostituiti da giovani del vivaio. Nonostante l'esodo dei giocatori la squadra continuò a esprimersi a buoni livelli in Oberliga, concludendo la stagione al quarto posto.

## Organigramma societario
Area tecnica:
- Allenatore:  Jürgen Bogs

## Rosa
| N. |                      | Ruolo | Calciatore      |
| -- | -------------------- | ----- | --------------- |
|    | Germania (bandiera)  | P     | Markus Oster    |
|    | Germania (bandiera)  | P     | Lange           |
|    | Germania (bandiera)  | D     | Schenk          |
|    | Germania (bandiera)  | D     | Heiko Biestrich |
|    | Germania (bandiera)  | D     | Jens-Uwe Zöphel |
|    | Rep. Ceca (bandiera) | D     | Vladimir Michal |
|    | Germania (bandiera)  | D     | Sven Manke      |
|    | Germania (bandiera)  | D     | Riccardo Starp  |
|    | Germania (bandiera)  | D     | Liebich         |
|    | Germania (bandiera)  | C     | Stefan Oesker   |

| N. |                      | Ruolo | Calciatore         |
| -- | -------------------- | ----- | ------------------ |
|    | Germania (bandiera)  | C     | Franke             |
|    | Germania (bandiera)  | C     | Thiel              |
|    | Germania (bandiera)  | C     | Ronny Nikol        |
|    | Germania (bandiera)  | C     | Ralf Rambow        |
|    | Germania (bandiera)  | C     | Maik Jesse         |
|    | Germania (bandiera)  | C     | Dirk Rehbein       |
|    | Germania (bandiera)  | A     | Bernd Jopek        |
|    | Rep. Ceca (bandiera) | A     | Rene Pastorek      |
|    | Russia (bandiera)    | A     | Michail Pronischew |
|    | Germania (bandiera)  | A     | Rayk Schröder      |

## Statistiche

### Statistiche di squadra
| Competizione | Punti | In casa | In casa | In casa | In casa | In casa | In casa | In trasferta | In trasferta | In trasferta | In trasferta | In trasferta | In trasferta | Totale | Totale | Totale | Totale | Totale | Totale | DR  |
| Competizione | Punti | G       | V       | N       | P       | Gf      | Gs      | G            | V            | N            | P            | Gf           | Gs           | G      | V      | N      | P      | Gf     | Gs     | DR  |
| ------------ | ----- | ------- | ------- | ------- | ------- | ------- | ------- | ------------ | ------------ | ------------ | ------------ | ------------ | ------------ | ------ | ------ | ------ | ------ | ------ | ------ | --- |
| Campionato   | 42    | 16      | 12      | 1       | 3       | 47      | 31      | 16           | 8            | 1            | 7            | 47           | 30           | 32     | 20     | 2      | 10     | 94     | 61     | +33 |

### Statistiche dei giocatori
| Giocatore  | Oberliga Nordost | Oberliga Nordost | Oberliga Nordost | Oberliga Nordost |
| Giocatore  | Presenze         | Reti             | Ammonizioni      | Espulsioni       |
| ---------- | ---------------- | ---------------- | ---------------- | ---------------- |
| Brestrich  | 28               | 8                | ?                | 0                |
| Franke     | 9                | 0                | ?                | 0                |
| Jesse      | 30               | 2                | ?                | 1                |
| Jopek      | 29               | 14               | ?                | 0                |
| Lange      | 2                | 0                | ?                | 0                |
| Liebich    | 4                | 0                | ?                | 0                |
| Manke      | 1                | 0                | ?                | 0                |
| Michal     | 18               | 6                | ?                | 0                |
| Nikol      | 23               | 3                | ?                | 1                |
| Oesker     | 4                | 0                | ?                | 0                |
| Oster      | 31               | 0                | ?                | 0                |
| Pastorek   | 19               | 13               | ?                | 0                |
| Pronischew | 15               | 6                | ?                | 0                |
| Rambow     | 32               | 10               | ?                | 0                |
| Reckmann   | 24               | 1                | ?                | 0                |
| Rehbein    | 32               | 22               | ?                | 0                |
| Richert    | 16               | 2                | ?                | 0                |
| Schenk     | 3                | 0                | ?                | 0                |
| Schröder   | 11               | 0                | ?                | 0                |
| Starp      | 16               | 0                | ?                | 0                |
| Thiel      | 27               | 2                | ?                | 0                |
| J. Zöphel  | 25               | 0                | ?                | 0                |